# ۱۲۷۷ (قمری)
۱۲۷۷ (قمری)، هزار و دویست و هفتاد و هفتمین سال در گاهشماری هجری قمری است. اول محرم این سال برابر با بیستم ژوئیه سال ۱۸۶۰ میلادی است.

## وابسته
- وقایع اتفاقیه
- پرتو اصفهانی